# Пробна монета

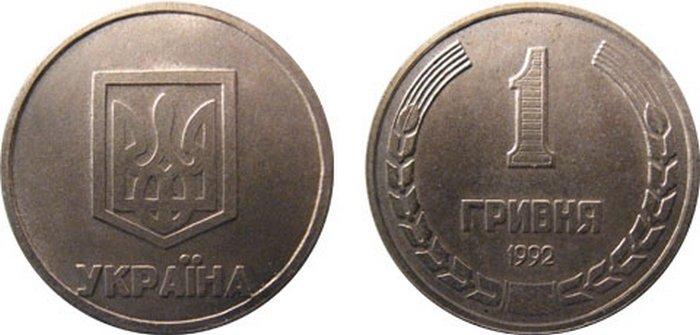
«Порошкова» гривня 1992 р. Монета виготовлена у 1991 році для конкурсу підприємств на створення монетного двору.

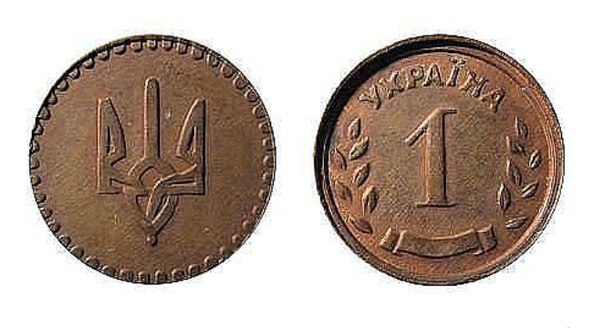
Пробна монета Луганського монетного двору. В народі — шаг. травень 1992 р.

Пробна монета — монета, викарбувана з проектованою вагою, пробою, типом і вартістю, призначена до обігу, але з певних причин в обіг не випущена і відома тільки по декількох екземплярах. Високо цінується колекціонерами.
Часто пробні монети вибивалися виготовленими для карбування сталевими штемпелями з м'яких металів — олова або свинцю — щоб відтворити тільки тип нової монети.
Пробні монети зустрічаються серед монет практично всіх країн, починаючи з Римської імперії. До українських пробних монет відносяться пробні шаг та «Порошкова» гривня 1992 р.